# 2826 Ahti
2826 Ahti је астероид. Приближан пречник астероида је 36,71 ,
а средња удаљеност астероида од Сунца износи 3,221 астрономских јединица (АЈ).
Инклинација (нагиб) орбите у односу на раван еклиптике је 15,463 степени, а орбитални период износи 2111,951 дана (5,782 година). Ексцентрицитет орбите астероида износи 0,045.
Апсолутна магнитуда астероида износи 10,80 а геометријски албедо 0,062.
Астероид је откривен 18. октобра 1939. године.